# Ralf Kessen
Ralf Kessen (* 7. September 1960) ist ein ehemaliger deutscher Fußballspieler und späterer -trainer, der neben einer langjährigen Aktivität im Duisburger Fußball 19 Zweitligapartien für den FC Remscheid absolvierte. Sein Zwillingsbruder Jörg Kessen war ebenfalls Profifußballer.

## Spielerkarriere
In den 1980er-Jahren spielte der Mittelfeldspieler Ralf Kessen gemeinsam mit seinem Bruder Jörg beim Hochfelder Traditionsverein Duisburger FV 08. Mit diesem traten sie in der damals viertklassigen Verbandsliga an. Vom DFV aus wechselten beide 1987 zum benachbarten MSV Duisburg, der nach langjähriger Zugehörigkeit zu den oberen beiden Spielklassen nur noch in der drittklassigen Oberliga antrat. Ralf Kessen wurde dort regelmäßig aufgeboten, nahm allerdings keinen festen Stammplatz ein. Nachdem das Team 1988 in der Aufstiegsrunde zur 2. Bundesliga gescheitert war, glückte dem MSV 1989 die Rückkehr in den Profifußball; er hatte bis dahin 40 Oberligapartien mit sieben Torerfolgen bestritten. Anders als sein Bruder Jörg verließ er den Verein nach dem Aufstieg. In Erinnerung blieb in Duisburg sein Auftritt in einer Begegnung gegen die Amateure von Bayer 04 Leverkusen in der Spielzeit 1987/88, in deren Verlauf er das Siegtor erzielte und in derselben Spielminute vom Platz gestellt wurde.
Einen neuen Arbeitgeber fand er im FC Remscheid, mit welchem ihm in der Saison 1990/91 wie schon zuvor in Duisburg der Aufstieg in die Zweitklassigkeit gelang. Aufgrund der Zusammenlegung mit dem System der ehemaligen DDR wurde die 2. Bundesliga 1991/92 ausnahmsweise in einer Nord- und einer Südstaffel ausgetragen, wobei Remscheid der Nordstaffel angehörte. Kessen erreichte am 23. Juli 1991 bei einer 2:5-Auftaktniederlage gegen Blau-Weiß 90 Berlin sein Profidebüt und war dabei bereits 30 Jahre alt. Anschließend war er zunächst Stammspieler, verpasste aber Teile der Spielzeit und verbuchte letztlich 19 Einsätze mit einem eigenen Treffer. In der Sommerpause verabschiedete er sich nach dem mit knappem Vorsprung erreichten Klassenerhalt aus Remscheid und kehrte danach nicht mehr in den Profifußball zurück.

## Trainer- und Funktionärslaufbahn
Von 1996 an waren die Brüder Ralf und Jörg Kessen gleichberechtigte Trainer bei ihrem früheren Verein Duisburger FV 08. Mit diesem traten sie in der Verbandsliga an. Nach dem Abschied seines Bruders im Jahr 1998 blieb Ralf Kessen dem DFV noch für einige Zeit treu und übernahm anschließend gemeinsam mit Claus Gebauer den Landesligisten Weseler SV. Mit diesem erreichte er am Ende der Spielzeit 2001/02 die Vizemeisterschaft der sechstklassigen Liga. Später war er wieder nahe seiner sportlichen Heimat tätig und trainierte TuRa 88 Duisburg.
2009 wurde er beim ehemaligen Bundesligisten KFC Uerdingen 05 als Co-Trainer angestellt, nachdem er dort zuvor bereits Sportdirektor war. Mit dem damals sechstklassig antretenden Klub schaffte er 2011 den Aufstieg in die NRW-Liga. Während der Saison 2011/12, seiner letzten beim KFC, diente er zudem kurzzeitig als Interimstrainer, zu einer dauerhaften Beschäftigung als Cheftrainer kam es aber nicht.
Im Februar 2014 wurde Jörg Kessen beim Duisburger SV 1900 als neuer Sportdirektor vorgestellt und verpflichtete kurz darauf seinen Zwillingsbruder Ralf als Trainer. Beide Brüder sind zudem Mitglieder der Traditionself des MSV Duisburg.